# World War Z (pel·lícula)
World War Z (Guerra mundial Z) és una pel·lícula nord-americana postapocalíptica de 2013 dirigida per Marc Forster i protagonitzada per Brad Pitt. Està basada en la novel·la homònima de Max Brooks. La pel·lícula ha estat subtitulada al català per la plataforma Movistar +.

## Sinopsi
Quan el món comença a ser envaït per una legió de morts vivents, Gerry Lane, un expert investigador de les Nacions Unides, intentarà evitar el final de la civilització en una carrera contra el temps i el destí. La destrucció a què es veu sotmesa la raça humana el porta a recórrer tot el món buscant la solució per frenar aquesta horrible epidèmia.

## Producció
El 2006, les productores Paramount Pictures i Pla B Entertainment es van fer amb els drets de la novel·la Guerra mundial Z, superant l'oferta de la productora de Leonardo DiCaprio Appian Way. Un any després, Michael Straczynsky va rebre l'encàrrec d'escriure el guió i va definir la pel·lícula com un thriller similar a Tots els homes del president (1976), Children of Men (2006) i la saga de Jason Bourne.
El guió no va ser acceptat i l'any 2009 van contractar el guionista Matthew Michael Carnahan, germà del director Joe Carnahan, per reescriure la història. Un any després, Variety va confirmar que l'últim guió es trobava sol a l'espera de la llum verda per part de l'estudi. El 16 de juny de 2011 es va confirmar que Brad Pitt es trobava a Malta rodant la pel·lícula i que hi hauria escenes rodades al Regne Unit i Hongria. El 6 de novembre de 2012 es va llançar un avenç del primer tràiler de la pel·lícula.